# Alamosita
La alamosita es un mineral de la clase de los inosilicatos. Fue descubierta en 1909 en el municipio de Álamos, en el estado de Sonora (México), siendo nombrada así por esta localidad.

## Características químicas
Es un silicato de plomo. La estructura molecular es de inosilicato de cadena sencilla.
Además de los elementos de su fórmula, suele llevar como impurezas: aluminio, hierro, manganeso y calcio.

## Formación y yacimientos
Aparece como un raro mineral secundario que se forma en la zona de oxidación de los yacimientos metalíferos de minerales del plomo.
Suele encontrarse asociado a otros minerales como: wulfenita, leadhillita, cerusita, anglesita, melanotequita, fleischerita, kegelita, hematita, diaboleíta, fosgenita, willemita, shattuckita o wickenburgita.